# 5ª Armata (Regio Esercito)
La 5ª Armata è stata una grande unità del Regio Esercito Italiano della prima e della seconda guerra mondiale.

## Storia

### Origini
La 5ª Armata deriva dal Comando Armata di Riserva di Padova che divenne il 25 maggio 1916 Comando 5ª Armata. Da maggio a luglio 1916 la 5ª Armata venne dislocata come riserva a disposizione del Comando supremo, pronta a essere impiegata nel caso che l’offensiva austriaca in Trentino riuscisse a sfondare il fronte. Il 2 luglio il Comando dell’Armata venne sciolto, per poi essere ricostituito il 1º gennaio 1917, quando l’Armata fu preposta all’organizzazione difensiva del confine italo-svizzero nell’eventualità che le forze nemiche avessero deciso di violare la neutralità svizzera. Nell'ambito di questa esigenza il 16 gennaio 1917 venne costituita una forza, alle dipendenze del Comando della 5ª Armata,  con l’intento di prevenire un possibile attacco delle forze nemiche attraverso il territorio della confederazione, che il 9 marzo 1917 venne trasformata in Comando occupazione avanzata della frontiera nord, posto alle dirette dipendenza del Comando supremo. Il 16 novembre dello stesso anno, per la terza volta, fu ricostituito il Comando della 5ª Armata che ebbe a disposizione grandi unità in precedenza inquadrate nella 2ª Armata. Il 1º giugno 1918 il Comando della 5ª Armata venne sciolto per essere trasformato in Comando della 9ª Armata, che, al comando del Tenente generale Paolo Morrone non prese direttamente parte alle operazioni ma ebbe sempre funzioni di riserva a disposizione del Comando supremo.
Il 15 febbraio 1919, infine, il Comando della 9ª Armata fu trasformato in Comando dell'8ª Armata.

### Seconda guerra mondiale
Il Comando 5ª Armata venne ricostituito il 7 settembre 1939 al comando del generale Italo Gariboldi e viene destinato in Libia dove inquadra il X, XX e XXIII Corpo d'armata, già stanziati in Africa Settentrionale.
Il 10 giugno 1940 all'entrata in guerra dell'Italia nel secondo conflitto mondiale la 5ª Armata risultava schierata con il X, XX e XXIII Corpo d'armata a difesa del confine libico-tunisino e della fascia costiera nord occidentale della Libia. In particolare, lo schieramento assicurava l'interdizione della direttrice del Gebel e di quella costiera Zuara-Sabratha, fino alla piazzaforte di Tripoli. Subito dopo l'armistizio con la Francia, cedette il XXIII Corpo d'armata alla 10ª Armata attuando con i due Corpi d'armata rimasti la difesa costiera e di alcuni nodi stradali e punti sensibili della Tripolitania.
Al 10 giugno 1940 operava con il supporto in ricognizione della 122ª Squadriglia e della 136ª Squadriglia dell'Aviazione Ausiliaria per l'Esercito della Regia Aeronautica.
Nel corso della prima controffensiva inglese da parte della Western Desert Force in Africa Settentrionale, che ebbe inizio il 9 dicembre 1940, i suoi reparti vennero schierati in Cirenaica a difesa della via Balbia e nel campo trincerato di Tripoli.
Sciolta il 16 febbraio 1941, in quanto incorporata nel Comando Superiore Forze Armate Africa Settentrionale, viene ricostituita il 15 aprile, inquadrando ancora il X e il XX Corpo d'armata con il compito di difendere il settore costiero fra Bengasi ed il confine con la Tunisia.
Sciolta il 5 settembre 1941, la 5ª Armata venne ricostituita a Firenze il 10 aprile 1942, al comando del generale Mario Caracciolo di Feroleto, con compiti di difesa territoriale e costiera della Toscana, del Lazio e della Sardegna, messa in atto con le unità della Difesa Territoriale di Firenze e con il XIII (Cagliari) e XVII Corpo d'armata (Roma). Il 13 novembre 1942 la 5ª Armata ha diretto e coordinato lo sbarco e l'occupazione della Corsica da parte del VII Corpo d'armata, che le era stato assegnato per la specifica esigenza.
Nel corso del 1943 la 5ª Armata ha proseguito nell'attività difensiva territoriale fino all'armistizio dell'8 settembre 1943 e venne sciolta definitivamente a Firenze l'11 settembre conseguentemente alle vicende armistiziali. I comandanti dell'artiglieria e del genio di armata erano rispettivamente, all'atto dell'armistizio, i generali di divisione Silvio Tosatto e Raffaele Iannielli. Il capo di s.m. (generale di divisione Enrico Rovere) era stato sostituito il 25 luglio col generale di brigata Alessandro Santi.

## Comandanti
| Grado                       | Nome!                        | Dal              | Fino al           |
| --------------------------- | ---------------------------- | ---------------- | ----------------- |
| Generale designato d'armata | Italo Gariboldi              | 7 settembre 1939 | 5 settembre 1941  |
| Generale d'armata           | Mario Caracciolo di Feroleto | 10 aprile 1942   | 11 settembre 1943 |